# オキナエビスガイ科
オキナエビスガイ科（オキナエビスガイか、Pleurotomariidae）は海洋に生息する腹足綱古腹足目の巻貝である。本科の貝を総称して単にオキナエビスと呼ぶ場合もある。非常に古い系統であり、地質時代の中で非常に繁栄した時期もあった。現在では深海に多くの種が生息している。かつては化石のみが知られていたが、生きた個体が1856年にカリブ海から発見された。現生種も化石に見られる原始形質を残しており、生きている化石の一つとされる。

## 形態
いずれの種の貝殻も円錐形で、白色と赤系色（赤、オレンジ色、ピンク）の縞模様を持つ。貝殻の螺塔はあまり尖らないが、殻が薄いため壊れやすい。各螺層はあまり膨らまず、螺塔全体が円錐形を示す。螺層は成貝では10階を越える。貝殻の内側には真珠層が発達し、独特の線模様を持つ。蓋は円形。角質であり石灰化はしない。
殻口外唇から奥へ向けて、呼吸や排泄のための深い特徴的なスリットがある。スリットは殻の成長と共に奥側からゆっくり埋まっていきながらも延伸してゆく。このスリットはアワビの殻の孔列と相同な形質である。英語圏ではオキナエビスガイ科の貝を "Slit Shell" と呼ぶ。

## 化石記録

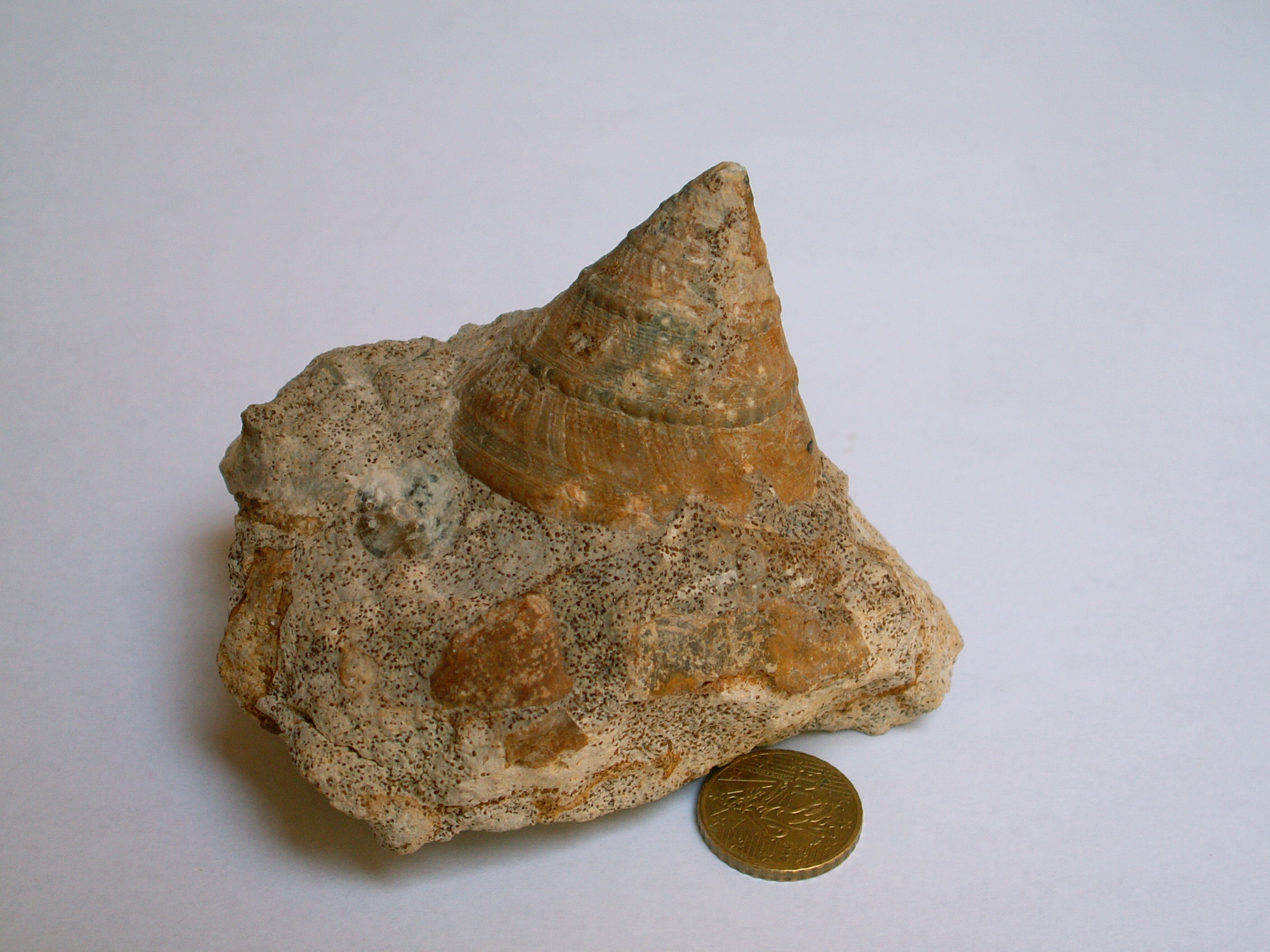
オキナエビスガイ科の化石（Pyrgotrochus sp.）

化石記録はカンブリア紀後期から連続的に残っている。白亜紀末のK-T境界での大打撃の後、新生代における本科の生息域は深海に限られたとされる。

## 分布・生態
主に水深 200-3000m の深海（漸深海帯）に底生生物として生息する。餌は主に海綿で、他に深海性のウミユリや八放サンゴなども捕食する。水族館などの飼育環境下では魚や貝も食べることが知られている。逆に甲殻類や魚類に捕食されるが、危険に晒されると白い液体を分泌してこれらの捕食者を追い払う。

## 下位分類
下位分類としては4属が展開される。なお、書籍によっては本科を全て Pleurotomaria 属として扱い、下記の属を亜属レベルに位置付けているものもある。以下に属と代表種、典型的な成貝の大きさを示す。
Entemnotrochus リュウグウオキナエビスガイ属
本科の中で唯一臍穴が開く、大型のオキナエビス。
- Entemnotrochus rumphii Schepman, 1879 リュウグウオキナエビスガイ Rumphius's slit shell
殻高20cm。現生する最大のオキナエビス。四国土佐湾以南から台湾、東シナ海、インドネシア周辺の海域、水深 100-400m に生息。殻のスリットが非常に長く、スリットの縁がやや盛り上がる。殻の大きさと美しさ、希少性から、1960年代には数百万の値が付いた。
- Entemnotrochus adansonianus Crosse et Fischer, 1861 アダンソンオキナエビスガイ Adanson's slit shell
殻高17cm。バミューダ諸島、西インド諸島、ブラジル近海など大西洋南米北東岸の深海に生息。リュウグウオキナエビスガイと同様スリットが深く、真上からスリットを円弧として見た場合の中心角は150°を超える。
  - Entemnotrochus adansonianus bermudensis バミューダオキナエビスガイ
バミューダ沖に生息する、上記アダンソンオキナエビスガイの亜種。アダンソンオキナエビスガイよりもスリットの切込みが浅く（130°程度）、殻頂角が小さい（約63°）。また殻の外表面の光沢が無い。

Leptomaria † (Deslongchamps, 1864)
化石属。すでに絶滅して現生種はない。
- Leptomaria amoena †
- Leptomaria billingtonensis †
- Leptomaria brevillei †
- Leptomaria daityai †
- Leptomaria fossata †
- Leptomaria fraga †
- Leptomaria gibbsi †
- Leptomaria magneti †
- Leptomaria pseudoumbilicata †
- Leptomaria schrammeni †
- Leptomaria subgigantea †
- Leptomaria wrighti †

Perotrochus ヒメオキナエビス属
- Perotrochus africama Tomlin, 1948 アフリカオキナエビスガイ African slit shell
殻高12cm。南アフリカ近海の砂泥の海底に生息する。
  - Perotrochus africama teramachii Kuroda, 1955 テラマチオキナエビスガイ
日本近海に産する上記アフリカオキナエビスの亜種。

- Perotrochus pyramus F.M. Bayer, 1967 ユウバエオキナエビスガイ Pyramus slit shell
殻高5cm。小アンティル諸島グアドループ近海の 648m 地点より採取されたオキナエビスで、非常に稀。殻は薄くて脆い。全体がずんぐりと丸みを帯びて螺塔は低く、スリットも浅い。
- Perotrochus diluculum Okutani, 1979 アケボノオキナエビスガイ Dawn slit shell
殻高8.5cm。日本の本州銚子沖 400-600m の海底に生息。ユウバエオキナエビスと同様、殻が薄くスリットは浅い。
- Perotrochus quoyanus Fischer et Bernardi, 1856 ヒメオキナエビスガイ Quoy's slit shell
殻高5cm。メキシコ湾から西インド諸島近海、大西洋南米北東岸の深海に生息。
  - Perotrochus quoyanus insularis Okutani et Goto, 1985 ヤサヒメオキナエビスガイ
ヒメオキナエビスの亜種。ホンジュラス近海に生息。

- Perotrochus midas F.M. Bayer, 1965 ミダースオキナエビスガイ King Midas's slit shell
殻高9cm。バハマ諸島沖の深海に生息。名前はギリシア神話の神ミダースに由来する。Bayerotrochus 属として扱われる場合もある。
- Perotrochus lucaya F.M. Bayer, 1965 ルカイヤオキナエビスガイ Lucayan slit shell
殻高 2.5cm の小型のオキナエビス。グランド・バハマ島沖の深海に生息。名前のルカイヤはバハマの地区名（Lucaya）であると共に、この島の失われた原住民の名でもある。
- Perotrochus tosatoi Anseew, Goto et Abdi, 2005 マコトノオキナエビスガイ
フランス領ギアナのカイエンヌ沖にて、水深 200m から採集されたオキナエビス。2006年の時点で採集された個体は僅か4、全て死貝（貝殻）で生体は未発見。
- Perotrochus deforgesi Metivier, 1990 サンゴカイオキナエビスガイ
「サンゴカイ」は「珊瑚海」の意。ニューカレドニア近海などサンゴ礁の海に生息する。
- Perotrochus caledonicus Bouchet et Metivier, 1982  ニューカレドニアオキナエビスガイ
ニューカレドニア近海に生息。
- Perotrochus vicdani Kosuge, 1980 ナンバンオキナエビスガイ
別名フィリピンオキナエビス。フィリピン近海に生息。
- Perotrochus gotoi Anseeuw, 1990  ゴトウオキナエビスガイ
奄美群島からフィリピン近海にかけて生息。貝類の研究者である後藤芳央に献名されている。

Bayerotrochus Harasewych, 2002
- Bayerotrochus westralis Whitehead, 1987 ミナミノオキナエビスガイ
オーストラリア近海に生息。Pleurotomaria 属として扱われる場合もある。
- Bayerotrochus philpoppei Anseew, Poppe et Goto, 2006 ゴコウノオキナエビスガイ
フィリピン近海に生息。2007年時点で12個体が発見されている。学名は記載者の一人 Philippe Poppe に、和名は後藤芳央の次女の夫にそれぞれ献名されている。

Mikadotrochus Lindholm, 1927 オキナエビスガイ属
狭義のオキナエビス。さらに狭くは Mikadotrochus beyrichii の和名として「オキナエビス」もしくは「オキナエビスガイ」の呼称を用いる。
- Mikadotrochus hirasei Pilsbry, 1903 ベニオキナエビスガイ Hirase's slit shell
殻高10cm。日本近海の銚子以南から九州、沖縄、東シナ海にかけて、水深 50-200m の岩礫底に分布。外のオキナエビスよりも殻が肥厚して重い。最も普通なオキナエビス。
1963年（昭和38年）5月15日から2002年(平成14年)9月30日まで発行されていた4円普通切手の意匠になった。
- Mikadotrochus beyrichii Hilgendorff, 1877 オキナエビスガイ Berich's slit shell
殻高10cm。螺層は約12階。日本近海の銚子から相模湾、三重県沖、伊豆七島近海にかけて、水深 50-250m の岩礫底に分布。殻の表面は粗い。
本種は長者貝とも呼ばれる（青木熊吉参照）。1843年（天保15年）に武蔵石壽によって著された「目八譜」第7巻第2図に掲載された。これはカリブ海での発見より遡ること12年、本群最古の現生種の記録である。学界への正式な報告は、1877年の Hilgendorff による。
- Mikadotrochus salmiana Rolle, 1899 コシダカオキナエビスガイ Salmiana slit shell
殻高10cm。日本近海の和歌山県沖から九州、東シナ海にかけて、水深 150-250m の岩礫底に分布。
  - Mikadotrochus schmalzi Shikama, 1961
上記コシダカオキナエビスガイの変異型の一つで、殻頂が尖る。

- Mikadotrochus atlantica Rios et Matthews, 1968 ブラジルオキナエビスガイ Atlantic slit shell
殻高5cm。ブラジル沖の深海 200m に生息する。スリットは浅い。
- Mikadotrochus gemma F.M. Bayer, 1965 ホウセキオキナエビスガイ Jewel slit shell
殻高4cm。小アンティル諸島からバルバドス諸島近海の水深 300m 付近に生息。殻表面は荒い小顆粒が配列して螺肋を成す。スリットは浅い。
- Mikadotrochus amabilis F.M. Bayer, 1963 アカネオキナエビスガイ Lovely slit shell
殻高7cm。フロリダ州西海岸からフロリダキーズ南部の深海に生息。スリットは狭く浅い。
- Mikadotrochus anseeui Kanazawa et Goto, 1991  アンシュウオキナエビスガイ
フィリピン近海に生息。Pleurotomaria 属として扱われる場合もある。